# أحمد برقاوي
أحمد نسيم عبد الله أحمد برقاوي (29 أبريل 1950 – ) فيلسوف، وأستاذ جامعي، ومفكر، وناقد، وكاتب، وباحث، وشاعر فلسطيني من أبوين فلسطينيين، ولد في بلدة الهامة السورية لأسرة من مدينة طولكرم الفلسطينية.

## نشأته
ولد أحمد نسيم عبد الله أحمد برقاوي بتاريخ 29 أبريل 1950 في بلدة الهامة غرب دمشق لأسرة فلسطينية من مدينة طولكرم، كانت عائلته قد توجهت إلى سوريا لتقضي وقتًا ريثما تنتهي حرب 1948 وانتهى بهم الأمر لاجئين في النهاية.

## حياته العلمية
عاش أحمد البرقاوي في دمشق ودرس في جامعتها وكان رئيس قسم الفلسفة في كلية الآداب بجامعة دمشق، كما كان نائبًا لرئيس الاتحاد الفلسفي العربي.
في عام 1980 حصل على الماجستير، ثم حصل على الدكتوراه في الفلسفة من جامعة سانت بطرسبورغ الروسية. عمل محاضرًا في جامعة دمشق قبل تعينه لمدة عامين ونصف
ثم أصبح عضوًا في الهيئة التدريسية عام 1983. أصبح رئيسًا لقسم الفلسفة عام 1995 حتى عام 1999، وهو حاصل على درجة بروفيسور. عمل مدرساً ومحاضراً في عدة جامعات سورية وعربية، وشارك بعشرات المؤتمرات والندوات الفلسفية، وله مقالات ودراسات في عدة صحف ومجلات عربية، وكان له عمود صحفي أسبوعي في جريدة الثورة السورية الرسمية.
شارك في الأحداث السورية عام 2011 وصدر قرار فصله من الجامعة بتاريخ 9 أبريل 2014 عن رئيس الوزراء السوري وائل الحلقي وحرمانه من حقوقه التقاعدية. يقيم الآن في دبي.

## مواقف في حياته
في مطلع عام 1993 التقى برقاوي مع علي سالم البيض الأمين العام للحزب الاشتراكي اليمني ورئيس جمهورية اليمن الديمقراطية الشعبية في مدينة عدن اليمنية مع جمع من الأساتذة العرب من بينهم الدكتور السوري طيب تيزيني والدكتور خضر زكريا والدكتور السوداني عبد السلام نور الدين والمفكر العراقي نمير مهدي العاني والدكتور السوداني عبد الشافي صديق، حيث استضافهم على وجبة عشاء في دار الرئاسة برفقة رئيس جامعة عدن آنذاك الدكتور صالح علي باصرة للتداول في الشأن اليمني في قصر المعاشيق، وهو القصر المطل على خليج عدن، حيث كان موقف الدكتور البرقاوي مع المصالحة والحفاظ على اليمن موحدة.
ومن المواقف المهمة أيضًا ذات يوم تصادف وجود الفيلسوف الفرنسي جاك دريدا بالقاهرة حينما كان الدكتور أحمد برقاوي يقضي إجازة تفرغه العلمي في جامعة القاهرة وجمعتهما ندوة فلسفية حيث قدم جاك دريدا بدعوة من المجلس الأعلى للثقافة في مصر والمركز الثقافي الفرنسي بالقاهرة وكانت الندوة تحت عنوان جاك دريدا والتفكيك" تحدث فيها دريدا عن تجربته الفلسفية فحاوره الدكتور أحمد برقاوي بندية فلسفية عالية.

## مؤلفاته
1. "الفلسفة العامة"، كتاب جامعي، مطبعة الجامعة، عام 1982.
2. "محاولة في قراءة عصر النهضة"، عام 1986.[14]
3. "العرب بين الأيديولوجية والتاريخ" ،دمشق، دار الأهالي، عام 1995.[15]
4. "مقدمة في التنوير (العلمانية - الدولة - الحرية)"، دمشق، دار معد للنشر، عام 1996.[16]
5. "أسرى الوهم"، دمشق، دار الأهالي، عام 1996.[17]
6. "دفاعًا عن الأمة والمستقبل"، دمشق، دار الأهالي، عام 1997.[18]
7. "ابن رشد معاصرًا"، دمشق، دار الأهالي، عام 1999.
8. "العرب وعودة الفلسفة"، دمشق، دار طلاس، عام 2000.[19]
9. "طلاسم أبو ماضي"، بيروت، دار الذاكرة، عام 2004.[20]
10. "فلسفة الأنا"، دمشق، دار التكوين، عام 2005.[21]
11. "العرب والعلمانية"، رام الله، عام 2005.[22]
12. "المسألة الثقافية في الوطن العربي والعالم الإسلامي"، بالمشاركة مع رضوان السيد، دار المعرفة، عام 2006.[23]
13. "كوميديا الوجود الإنساني"، دمشق، دار التكوين، عام 2009.[24]
14. "الفكر العربي الحديث والمعاصر"، الدار البيضاء، عام 2015.[25]
15. "أنطولوجيا الذات"، المركز الثقافي العربي، الدار البيضاء - بيروت، عام 2015.[26]
16. "الدرس السقراطي"، من جزئين، دار كتاب دبي، عام 2018.[27]
17. "أطياف فلسفية"، مؤمنون بلا حدود للدراسات والنشر، الدار البيضاء، عام 2020.[28]

### دواوينه الشعرية
1. "لعبة الحياة".[29]
2. "الأنا".[30]
3. "شذرات اللقيط".[31]

## روابط خارجية
- أحمد برقاوي على موقع أرشيف الشارخ.
- أحمد برقاوي على موقع المكتبة المفتوحة (الإنجليزية)